# غسان صليبا
غسان صليبا (1956 -) هو مغني وممثل لبناني.

## حياته ونشأته
من مواليد قرية مجدل عاقورة في جبل لبنان. بدأ حياته الفنية من برنامج ستيديو الفن وفاز حينها بالمرتبة الأولى عن قسم الأغنية اللبنانية.

أول ظهور مسرحي غنائي له مع الأخوين رحباني كان في مسرحية بترا سنة 1977 بدور رئيس القافلة، ومن ثم في حكاية أمل مع روميو لحود.

## مسيرته
لقب غسان صليبا بلقب خوليو العرب، لجمال صوته ودفئه.
بدأ غسان صليبا انطلاقته الفنية بالأغاني الشعبية التي اشتهرت كثيراً «يا حلوة شعرك داري» و«وجه السعد». ولكن المسيرة الفنية الحقيقية له والتي بينت القدرات الجبارة لهذا الصوت بدأت في العام 1988 عند لعب دور البطولة في المسرحية الغنائية «صيف840» لمنصور رحباني.
و من ثم تتالت ادوار البطولة لغسان في مسيرته مع منصور رحباني وبقية العائلة الرحبانية في عدد كبير من المسرحيات والأعمال.

## أعماله
أهم الأعمال المسرحية الغنائية:
- 1977: مسرحية بترا - الأخوين رحباني
- 1981: حكاية أمل - روميو لحود
- 1984: سولد - مروان نجار
- 1988: صيف 840 - منصور رحباني
- 1994: الوصية - منصور رحباني
- 1996: هانيبعل - غسان الرحباني
- 1999: إمارة من هالزمان - طلال حيدر وسعيد عقل
- 2000: وقام في اليوم الثالث - منصور رحباني
- 2001: أبو الطيب المتنبي - منصور رحباني
- 2003: ملوك الطوائف - منصور رحباني
- 2006: زنوبيا - منصور رحباني
- 2008: عودة طائر الفينيق - منصور رحباني
- 2012: أرض الغجر
- 2016: عنتر وعبلة

أهم أغانيه:
- وطني بيعرفني
- يا حلوة شعرك داري
- بعيد الشر
- غريبين وليل
- لو في
- وجه السعد
- عنيدي

## وصلات خارجية
- موقع غسان صليبا
- فيديو كليب أغنية وطني بيعرفني على يوتيوب
- أغنية المحبة من مسرحية جبران والنبي جزء 1. على يوتيوب
- أغنية المحبة من مسرحية جبران والنبي جزء 2. على يوتيوب